# Riccardo Veronese
Riccardo Veronese (* 9. Mai 1973) ist ein britischer Musiker und Musikjournalist italienischer Abstammung.

## Werdegang
Seit 2004 ist Veronese als Bassist und Gitarrist in unterschiedlichen Bands des Doom-Metal-Spektrums aktiv. Gelegentlich bringt er sich hinzukommend als Keyboarder ein. Er gilt mit seinen diversen Beteiligungen als einer der umtriebigsten Musiker der britischen Doom-Metal-Szene. Hinzukommend bringt sich Veronese als Kritiker und Interviewer in das britische Webzine Doom-Metal.com ein.
Seine musikalische Karriere begann Veronese in der Epic-Doom-Band Gallow God, die etwa 2004 als Celephais gegründet wurde. In den 2010er Jahren folgten mit Aphonic Threnody, Arrant Saudade und Towards Atlantis Lights Beteiligungen an Projekten des Funeral Dooms sowie mit Dea Marica eine Band des Death Dooms. Dabei arbeitete er wiederholt mit Kostas Panagiotou von Pantheist und Juan Escobar  von Mar de Grises.

## Diskografie (Auswahl)
Mit Aphonic Threnody
Mit Arrant Saudade
Mit Dea Marica
- 2012: Ritual of the Banished
- 2013: Curse of the Haunted

Mit Gallow God
- 2010: False Mystical Prose
- 2013: The Veneration of Serpents

Mit Towards Atlantis Lights